# Paikiniana
Paikiniana is een geslacht van spinnen uit de familie hangmatspinnen (Linyphiidae).

## Soorten
De volgende soorten zijn bij het geslacht ingedeeld:
- Paikiniana bella (Paik, 1978)
- Paikiniana biceps Song & Li, 2008
- Paikiniana iriei (Ono, 2007)
- Paikiniana lurida (Seo, 1991)
- Paikiniana mikurana Ono, 2010
- Paikiniana mira (Oi, 1960)
- Paikiniana vulgaris (Oi, 1960)